# Virisens vattensystem
Virisens vattensystem este o arie protejată (arie specială de conservare — SAC, sit de importanță comunitară — SCI) din Suedia întinsă pe o suprafață de 3.712,7 ha, integral pe uscat.

## Localizare
Centrul sitului Virisens vattensystem este situat la coordonatele 65°24′46″N 15°05′10″E / 65.4128°N 15.0862°E.

## Înființare
Situl Virisens vattensystem a fost declarat sit de importanță comunitară în decembrie 1998 pentru a proteja 1 specie de plante. Situl a fost protejat și ca arie specială de conservare în decembrie 2009.

## Biodiversitate
Situată în ecoregiunea alpină, aria protejată conține 2 habitate naturale: Râuri de munte și vegetația erbacee de pe malurile acestora, Râuri naturale fino-scandinave.
La baza desemnării sitului se află o specie protejată de  plante: Calamagrostis chalybaea.